# Steinbach (Francia)
Steinbach è un comune francese di 1 311 abitanti situato nel dipartimento dell'Alto Reno nella regione del Grand Est.

## Società

### Evoluzione demografica
Abitanti censiti